# 嘻哈時裝

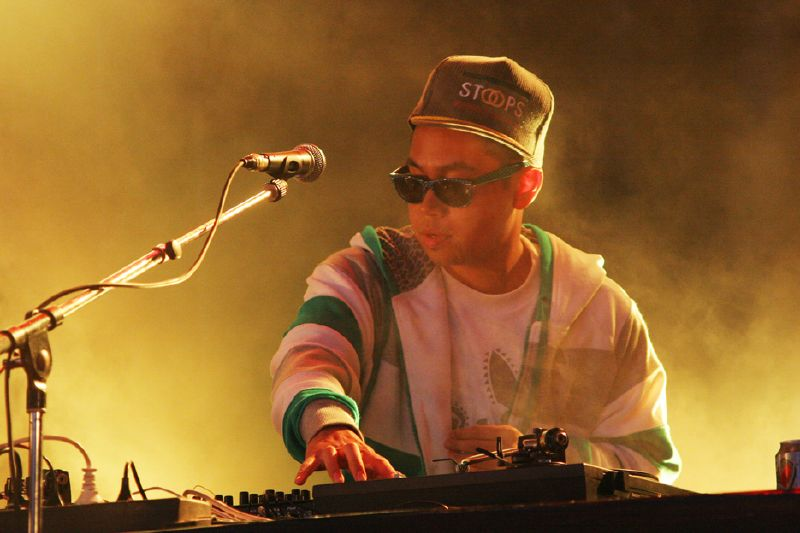
穿著連帽衫、戴著墨鏡的DJ。

嘻哈時裝，是一种源于紐約布朗克斯區非裔美国人的和拉丁裔的年輕人的獨特穿著。随后受到hiphop影响的包括洛杉矶，芝加哥，费城，匹兹堡，東岸（圣弗朗西斯科、岸區），还有南部的其他較污雜的城市。每个城市都贡献了不同的元素使之擴大到如今更全球化。嘻哈時裝總體上補正了嘻哈文化的表達方式與態度，其本身在歷史上也有著獨具意味的改變，而之今日更成為流行時尚界卓顯突出的一部分跨越影響著全世界不同種族。